# Charles Bellet
Pour les articles homonymes, voir Bellet (homonymie).
Charles Bellet, né le 3 août 1880 à Toulouse (Haute-Garonne) et mort le 9 janvier 1964 dans la même ville, est un homme politique français.
Après avoir passé son enfance en Égypte, il devient docteur en droit et avocat à Toulouse. Maire de Montastruc-la-Conseillère, conseiller général du canton de Montastruc-la-Conseillère en 1913, il est député de la Haute-Garonne de 1919 à 1924, inscrit au groupe de l'Entente républicaine démocratique.

### Sources
- « Charles Bellet », dans le Dictionnaire des parlementaires français (1889-1940), sous la direction de Jean Jolly, PUF, 1960 [détail de l’édition]